# Saint-Flour Communauté
Saint-Flour Communauté est, depuis le 1er janvier 2017, une communauté de communes française, située dans le département du Cantal et la région Auvergne-Rhône-Alpes.

## Historique
Cette structure intercommunale a été créée le 1er janvier 2017 par la fusion des communautés de communes de Caldaguès-Aubrac, de la Planèze, des Pays  de Pierrefort - Neuvéglise et de Saint-Flour Margeride. Elle a pris le nom de Saint-Flour Communauté le 6 avril 2017.
Ce projet de fusion avait été élaboré le 7 mars 2016 par la Commission départementale de coopération intercommunale du Cantal qui s'était réunie pour examiner le schéma départemental de coopération intercommunale.   Les communes et communautés de communes concernées l'ont validé par la suite.

## Territoire communautaire

### Géographie
Elle est située dans la partie sud-est du Cantal.

### Composition
La communauté de communes est composée des 53 communes suivantes :

| Nom                          | Code Insee | Gentilé         | Superficie (km2) | Population (dernière pop. légale) | Densité (hab./km2) |
| ---------------------------- | ---------- | --------------- | ---------------- | --------------------------------- | ------------------ |
| Saint-Flour (siège)          | 15187      | Sanflorains     | 27,14            | 6 390 (2022)                      | 235                |
| Alleuze                      | 15002      |                 | 22,85            | 225 (2022)                        | 9,8                |
| Andelat                      | 15004      | Andelatais      | 21,05            | 474 (2022)                        | 23                 |
| Anglards-de-Saint-Flour      | 15005      | Anglardois      | 12,28            | 403 (2022)                        | 33                 |
| Anterrieux                   | 15007      |                 | 16,16            | 122 (2022)                        | 7,5                |
| Brezons                      | 15026      | Brézolli        | 43,2             | 179 (2022)                        | 4,1                |
| Cézens                       | 15033      | Cézencois       | 31,82            | 217 (2022)                        | 6,8                |
| Chaliers                     | 15034      |                 | 18,37            | 139 (2022)                        | 7,6                |
| Chaudes-Aigues               | 15045      | Chaudesaiguois  | 53,16            | 814 (2022)                        | 15                 |
| Clavières                    | 15051      |                 | 44,66            | 193 (2022)                        | 4,3                |
| Coltines                     | 15053      | Coltinois       | 19,02            | 428 (2022)                        | 23                 |
| Coren                        | 15055      | Corentiens      | 16,86            | 445 (2022)                        | 26                 |
| Cussac                       | 15059      | Cussacois       | 13,68            | 120 (2022)                        | 8,8                |
| Deux-Verges                  | 15060      |                 | 11,2             | 53 (2022)                         | 4,7                |
| Espinasse                    | 15065      | Espinassois     | 16,72            | 79 (2022)                         | 4,7                |
| Fridefont                    | 15073      |                 | 13,96            | 95 (2022)                         | 6,8                |
| Gourdièges                   | 15077      |                 | 8,46             | 68 (2022)                         | 8                  |
| Jabrun                       | 15078      | Jabrunais       | 34,03            | 155 (2022)                        | 4,6                |
| Lacapelle-Barrès             | 15086      |                 | 6,3              | 59 (2022)                         | 9,4                |
| Lastic                       | 15097      | Lasticois       | 10,47            | 108 (2022)                        | 10                 |
| Lieutadès                    | 15106      | Capiyadous      | 39,91            | 171 (2022)                        | 4,3                |
| Lorcières                    | 15107      |                 | 21,82            | 163 (2022)                        | 7,5                |
| Malbo                        | 15112      |                 | 29,34            | 89 (2022)                         | 3                  |
| Maurines                     | 15121      | Maurinois       | 14,29            | 104 (2022)                        | 7,3                |
| Mentières                    | 15125      |                 | 13,17            | 124 (2022)                        | 9,4                |
| Montchamp                    | 15130      |                 | 15,9             | 142 (2022)                        | 8,9                |
| Narnhac                      | 15139      |                 | 10,29            | 68 (2022)                         | 6,6                |
| Neuvéglise-sur-Truyère       | 15142      | Neuvéglisiens   | 125,23           | 1 689 (2022)                      | 13                 |
| Paulhac                      | 15148      | Paulhacois      | 46,92            | 434 (2022)                        | 9,2                |
| Paulhenc                     | 15149      |                 | 23,69            | 258 (2022)                        | 11                 |
| Pierrefort                   | 15152      | Pierrefortais   | 24,59            | 891 (2022)                        | 36                 |
| Rézentières                  | 15161      |                 | 13,29            | 110 (2022)                        | 8,3                |
| Roffiac                      | 15164      |                 | 21,26            | 562 (2022)                        | 26                 |
| Ruynes-en-Margeride          | 15168      |                 | 29,66            | 715 (2022)                        | 24                 |
| Saint-Georges                | 15188      | Saint-Georgeois | 33,14            | 1 176 (2022)                      | 35                 |
| Sainte-Marie                 | 15198      |                 | 17,87            | 103 (2022)                        | 5,8                |
| Saint-Martial                | 15199      |                 | 14,19            | 71 (2022)                         | 5                  |
| Saint-Martin-sous-Vigouroux  | 15201      | Saint-Martinois | 19,29            | 219 (2022)                        | 11                 |
| Saint-Rémy-de-Chaudes-Aigues | 15209      | Saint-Martinois | 14,87            | 121 (2022)                        | 8,1                |
| Saint-Urcize                 | 15216      | Saint-Urcizains | 54,3             | 449 (2022)                        | 8,3                |
| Soulages                     | 15229      | Soulageois      | 15,09            | 83 (2022)                         | 5,5                |
| Talizat                      | 15231      | Talizatois      | 37,62            | 596 (2022)                        | 16                 |
| Tanavelle                    | 15232      |                 | 13,58            | 220 (2022)                        | 16                 |
| Les Ternes                   | 15235      |                 | 19,13            | 567 (2022)                        | 30                 |
| Tiviers                      | 15237      | Tiviernois      | 13,53            | 164 (2022)                        | 12                 |
| La Trinitat                  | 15241      | Miqualets       | 17,57            | 51 (2022)                         | 2,9                |
| Ussel                        | 15244      | Usselais        | 10,34            | 458 (2022)                        | 44                 |
| Vabres                       | 15245      | Vabrais         | 18,83            | 251 (2022)                        | 13                 |
| Val d'Arcomie                | 15108      | Val d'Arcomiens | 86,27            | 946 (2022)                        | 11                 |
| Valuéjols                    | 15248      | Avalojilois     | 38,51            | 578 (2022)                        | 15                 |
| Védrines-Saint-Loup          | 15251      |                 | 27,56            | 120 (2022)                        | 4,4                |
| Vieillespesse                | 15259      |                 | 24,91            | 261 (2022)                        | 10                 |
| Villedieu                    | 15262      | Villadéens      | 18,99            | 544 (2022)                        | 29                 |

### Démographie
| 1968   | 1975   | 1982   | 1990   | 1999   | 2010   | 2015   | 2021   |
| ------ | ------ | ------ | ------ | ------ | ------ | ------ | ------ |
| 27 743 | 27 265 | 26 699 | 25 577 | 23 762 | 23 893 | 23 820 | 23 388 |

## Administration

### Siège
Le siège de la communauté de communes est fixé à Village d'entreprises - ZA du Rozier-Coren, Saint-Flour.

### Les élus
À partir de mars 2020, le conseil communautaire de Saint-Flour Communauté se compose de 77 conseillers représentant chacune des communes membres et élus pour une durée de six ans.
Ils sont répartis comme suit :
| Nombre de conseillers | Communes                                  |
| --------------------- | ----------------------------------------- |
| 17                    | Saint-Flour                               |
| 4                     | Neuvéglise-sur-Truyère                    |
| 3                     | Saint-Georges                             |
| 2                     | Chaudes-Aigues, Pierrefort, Val d'Arcomie |
| 1 (+ 1 suppléant)     | les 47 autres communes                    |

### Présidence
Le conseil communautaire du 17 juillet 2020 a élu sa présidente, Céline Charriaud, maire de Neuvéglise-sur-Truyère, 12 vice-présidents et 5 autres membres pour constituer le bureau communautaire.
Lors du conseil communautaire du 19 septembre 2022, le nombre de vice-présidents est porté à 15. Trois nouveaux vice-présidents sont élus.
À partir de septembre 2022, la composition du bureau communautaire est la suivante :
- Présidente, Céline Charriaud, maire de Neuvéglise-sur-Truyère,
- 1er vice-président chargé de l’administration générale, des ressources humaines et des gens du voyage, Jean-Jacques Monloubou, maire de Saint-Georges,
- 2e vice-président chargé de l'agriculture et des services aux communes, Christophe Vidal, maire de Valuéjols,
- 4e vice-président chargé de la politique du logement et de la planification, Pierre Chassang, maire de Fridefont,
- 5e vice-président chargé des finances et des contractualisations financières, Daniel Miral, maire d'Andelat,
- 6e vice-présidente chargée de l’emploi, de la formation et de la transition énergétique, Martine Guibert, conseillère municipale (d'opposition) de Saint-Flour[Note 1],
- 7e vice-président chargé du tourisme, du thermalisme et des activités de pleine nature, Jean-Luc Boucharinc, 1er adjoint de Chaudes-Aigues,
- 8e vice-président chargé de la forêt et de l’environnement, Jean-Marc Boudou, maire de Védrines Saint-Loup,
- 9e vice-présidente chargée de la culture, du patrimoine et de l’alimentation, Sophie Bénézit, maire de Saint-Martin-sous-Vigouroux,
- 10e vice-président chargé des services à la population, Gérard Delpy, 1er adjoint de Ruynes-en-Margeride,
- 11e vice-président chargé des partenariats territoriaux, Gérard Mouliade, conseiller municipal de Val d’Arcomie,
- 12e vice-présidente chargé du sport et de la jeunesse, Marc Pougnet, conseiller municipal (d'opposition) de Saint-Flour[Note 1],
- 13e vice-présidente chargée de la diffusion artistique, Emmanuelle Niocel-Julhes, conseillère municipale de Saint-Flour[Note 1],
- 14e vice-président chargé de la mobilité et du commerce, Jean-Luc Perrin, conseiller municipal de Saint-Flour[Note 1],
- 15e vice-président chargé de la santé, Philippe Delort, maire de Saint-Flour[Note 1],

ainsi que 5 autres membres du bureau communautaire :
- Membre du bureau chargée de la lecture publique et des structures muséales, Bernadette Resche, maire de Chaliers,
- Membre du bureau chargé du projet Grand Site de France Truyère, Guy Clavilier, adjoint d’Anglards-de-Saint-Flour,
- Membre du bureau chargé des travaux et du Service public d’assainissement non collectif (SPANC), Bernard Maury, maire délégué de Neuvéglise-sur-Truyère,
- Membre du bureau chargée de l’habitat, Annie Andrieux, maire de Paulhac,
- Membre du bureau chargé des travaux, du Service public d’assainissement non collectif (SPANC) et des déchets ménagers, Loïc Pouderoux, 1er adjoint de Talizat.

Ils forment ensemble le bureau communautaire de l'intercommunalité pour la suite de la mandature.
| Période      | Période      | Identité         | Étiquette    | Qualité |
| ------------ | ------------ | ---------------- | ------------ | --- |
| 2017         | juillet 2020 | Pierre Jarlier   | UDI, puis MR | maire de Saint-Flour (1993 → 2020) |
| juillet 2020 | En cours     | Céline Charriaud | SE           | maire de Neuvéglise (2014 → 2016), puis de Neuvéglise-sur-Truyère (2017 → ), conseillère départementale (canton de Neuvéglise-sur-Truyère, 2015 → ) |

### Compétences
Les compétences mises en commun sont au nombre de 48.

#### Compétences obligatoires
La communauté de communes exerce, dès sa création, l'ensemble des compétences obligatoires prévues par la loi.

#### Compétences optionnelles et facultatives
La nouvelle communauté de communes exerce l'ensemble des compétences optionnelles et facultatives qu'exerçaient les communautés de communes fondatrices. La liste de ces compétences figure dans l'annexe 2 de l'arrêté de création. Elles devront être harmonisées dans le délai d'un an pour les compétences optionnelles et de deux ans pour les compétences facultatives.
Une partie du territoire de la communauté de communes (32 communes) est reconnue Pays d'art et d'histoire.

### Régime fiscal et budget
Le régime fiscal de la communauté de communes est la fiscalité professionnelle unique (FPU).

## Projets et réalisations

### Réalisations
- Zones d'activité du Roucher à Chaudes-Aigues , de Neuvéglise à Neuvéglise-sur-Truyère, de l'Aubrac à Pierrefort, de Belvezet à Ruynes-en-Margeride, de Montplain-Allauzier, Rozier-Coren et Volzac à Saint-Flour, de Crozatier à Saint-Georges, de Luc d'Ussel à Ussel et du Bois de la Voreille à Vabres[13].